# ماورو بوستمانتي
ماورو بوستمانتي (بالإسبانية: Mauro Bustamante)‏ (23 يونيو 1991 بسانتا في في الأرجنتين - ) هو لاعب كرة قدم أرجنتيني في مركز الهجوم. لعب مع نادي أوكاس.

## وصلات خارجية
- ماورو بوستمانتي على موقع قاعدة بيانات كرة القدم.إي يو (الإنجليزية)
- ماورو بوستمانتي على موقع Soccerway.com (الإنجليزية)
- ماورو بوستمانتي على موقع AS.com (الإسبانية)